# تپه قره چال
تپه قره چال مربوط به هزاره اول قبل از میلاد - دوره اشکانیان است و در شهرستان شاهین دژ، بخش مرکزی، دهستان هولاسو، روستای کل بیوره واقع شده و این اثر در تاریخ ۷ اسفند ۱۳۸۵ با شمارهٔ ثبت ۱۷۶۳۱ به‌عنوان یکی از آثار ملی ایران به ثبت رسیده است.